# Харприх
Харприх (фр. Harprich) насеље је и општина у североисточној Француској у региону Лорена, у департману Мозел која припада префектури Форбаш.
По подацима из 2011. године у општини је живело 210 становника, а густина насељености је износила 23,92 становника/km². Општина се простире на површини од 8,78 km². Налази се на средњој надморској висини од 136 метара (максималној 333 m, а минималној 242 m).

## Демографија
| 1962. | 1968. | 1975. | 1982. | 1990. | 1999. | 2011. |
| ----- | ----- | ----- | ----- | ----- | ----- | ----- |
| 100   | 127   | 161   | 193   | 213   | 191   | 210   |

График промене броја становника у току последњих година